# Hexametilenodiamina
Hexametilenodiamina ou 1,6-hexanodiamina ou ainda 1,6 hexametilenodiamina é uma diamina com um hidrocarboneto hexametileno ligado a grupos funcionais amina em cada extremo. Tem um forte odor de amina, similar a piperidina. A hexametilenodiamina é produzida da adiponitrila. Possui fórmula química  C6H16N2 (ou NH2(CH2)6NH2). Aproximadamente 1 milhão de toneladas são produzidas anualmente.

## Produção
Hexametilenodiamina foi primeiro descrita por Theodor Curtius.
Hexametilenodiamina origina-se do 1,3-butadieno por dupla adição do ácido clorídrico, passando pelo 1,4-diclorobutano (ver Markovnikov-Regel) e posterior conversão do cianeto de sódio passando pela adiponitrila e completando a produção com hidrogenação desta. Alternativamente também pode ser obtida da acrilonitrila eletroquimicamente  de subprodutos do carvão com ligação dupla terminal por dimerização.
Também é produzida a partir do furfural, na qual o furfural sobre um meio de contato de ZnO-Cr2O3 sofre decarbonilização. Com o furano obtido pode-se então com através da ação de HCl proceder uma divisão do éter (favorecido pelo  caráter de alcadieno). Após a conversão também por cianato de sódio e finalmente hidrogenação obtém-se igualmente hexametilenodiamina.
É atualmente produzida pela hidrogenação da adiponitrila:
NC(CH2)4CN  +  4 H2   →    H2N(CH2)6NH2
A hidrogenação é conduzida em adiponitrila fundida diluida com amônia. Catalisadores típicos baseados em cobalto e ferro. O rendimento é comercialmente significativo e subprodutos são gerados em virtude da reatividade de intermediários parcialmente hidrogenados. Estes outros produtos incluem 1,2-diaminociclohexano, hexametilenoimina, e a triamina bis(hexametilenotriamina).

## Usos
Seus principais usos como matéria prima são na
- produção de polímeros de nylon, em reação com o ácido adípico ou com o cloreto de adipoíla, para o nylon "6,6" e com o ácido sebácico ou o dicloreto de ácido sebácico, alternativamente para obter o nylon "6,10", entre outras variações.
- produção de di-isocianato de hexametileno (HDI) para uso como monômero básico para a produção de poliuretano
- agente de reticulação em resinas epóxi.

## Segurança
Hexametilenodiamina é altamente tóxica e pode causar sérios danos. Estes incluem queimaduras e grave irritação. Tais ferimentos foram observados no maior acidente que ocorreu nas instalações da BASF em Seal Sands, próximo a Billingham em 4 de janeiro de 2007 quando 16 pessoas tiveram de ser tratadas por sérios ferimentos e uma por queimadura. No total, 37 pessoas foram relatadas como tendo sido feridas como resultado deste acidente.

## Estabilidade
Hexametilenodiamina é estável, mas combustível. É incompatível com fortes agentes oxidantes, ácidos fortes e materiais orgânicos diversos.